# Hendrik-Ido-Ambacht

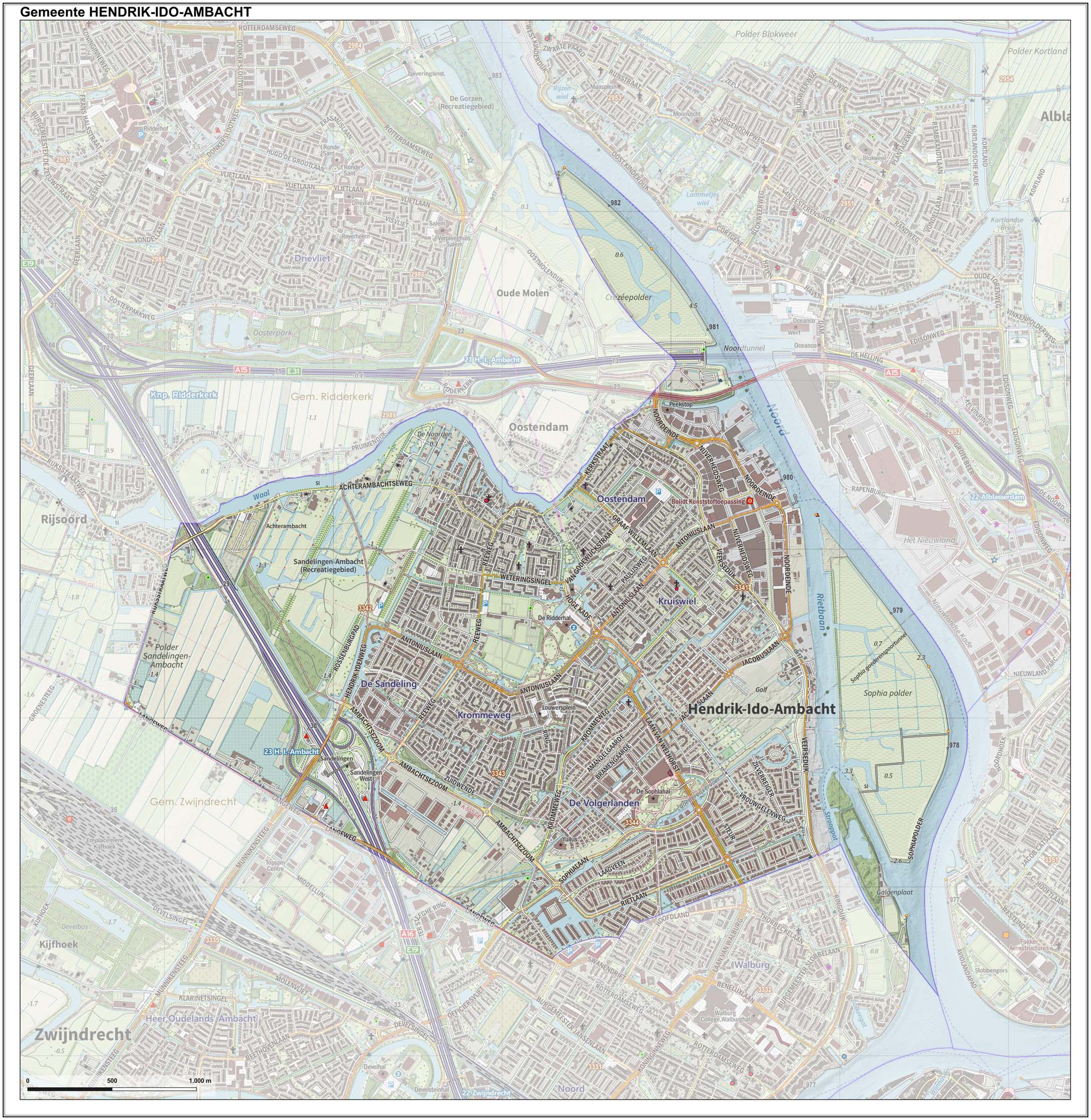
Topografische gemeentekaart van Hendrik-Ido-Ambacht, september 2022

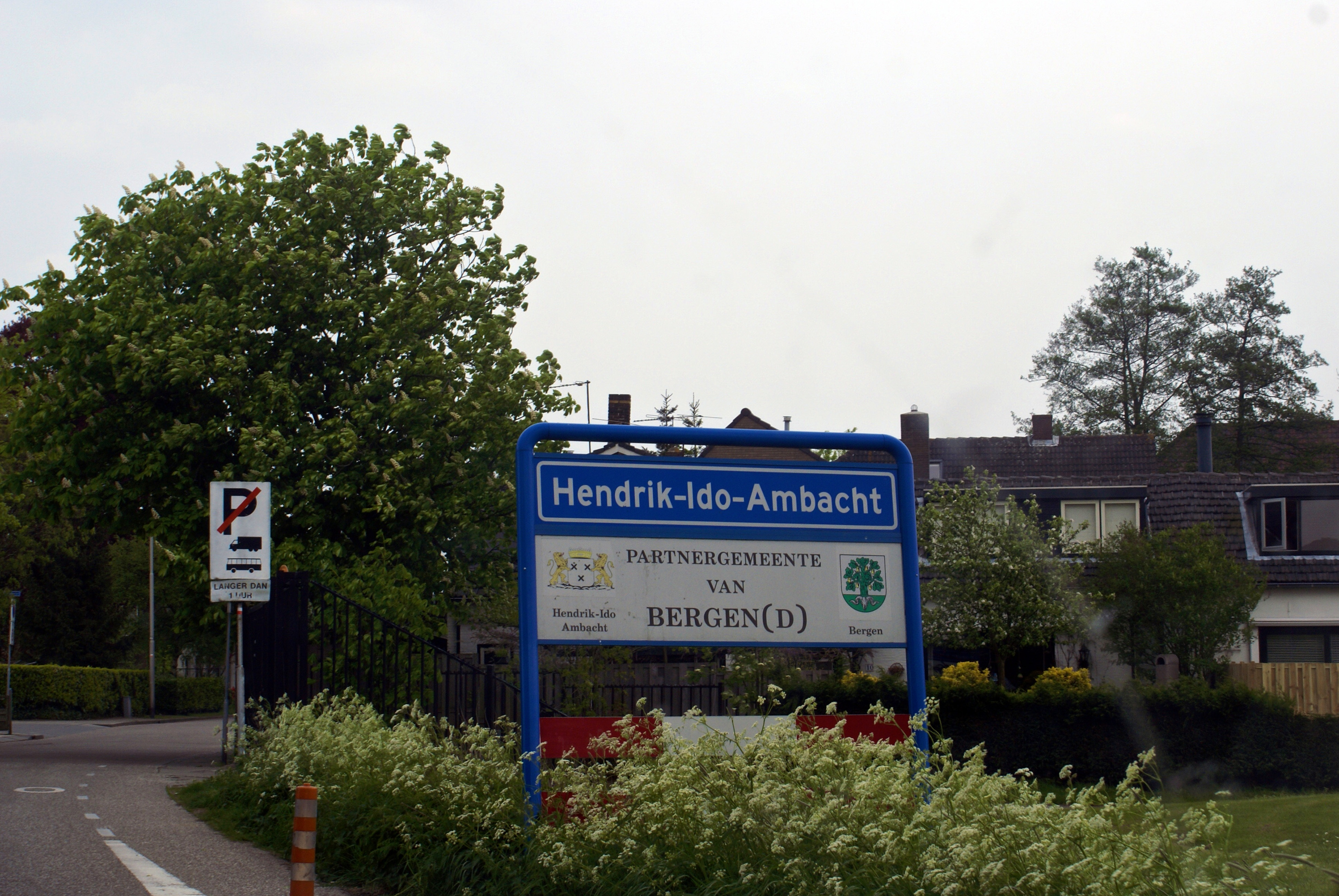
Plaatsnaambord van Hendrik-Ido-Ambacht

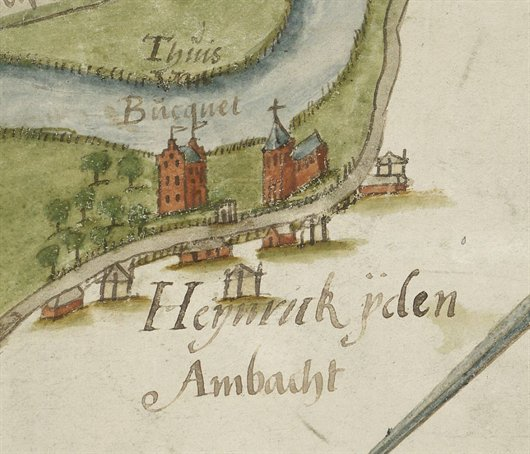
Kaart uit 1584 met Hendrik-Ido-Ambacht

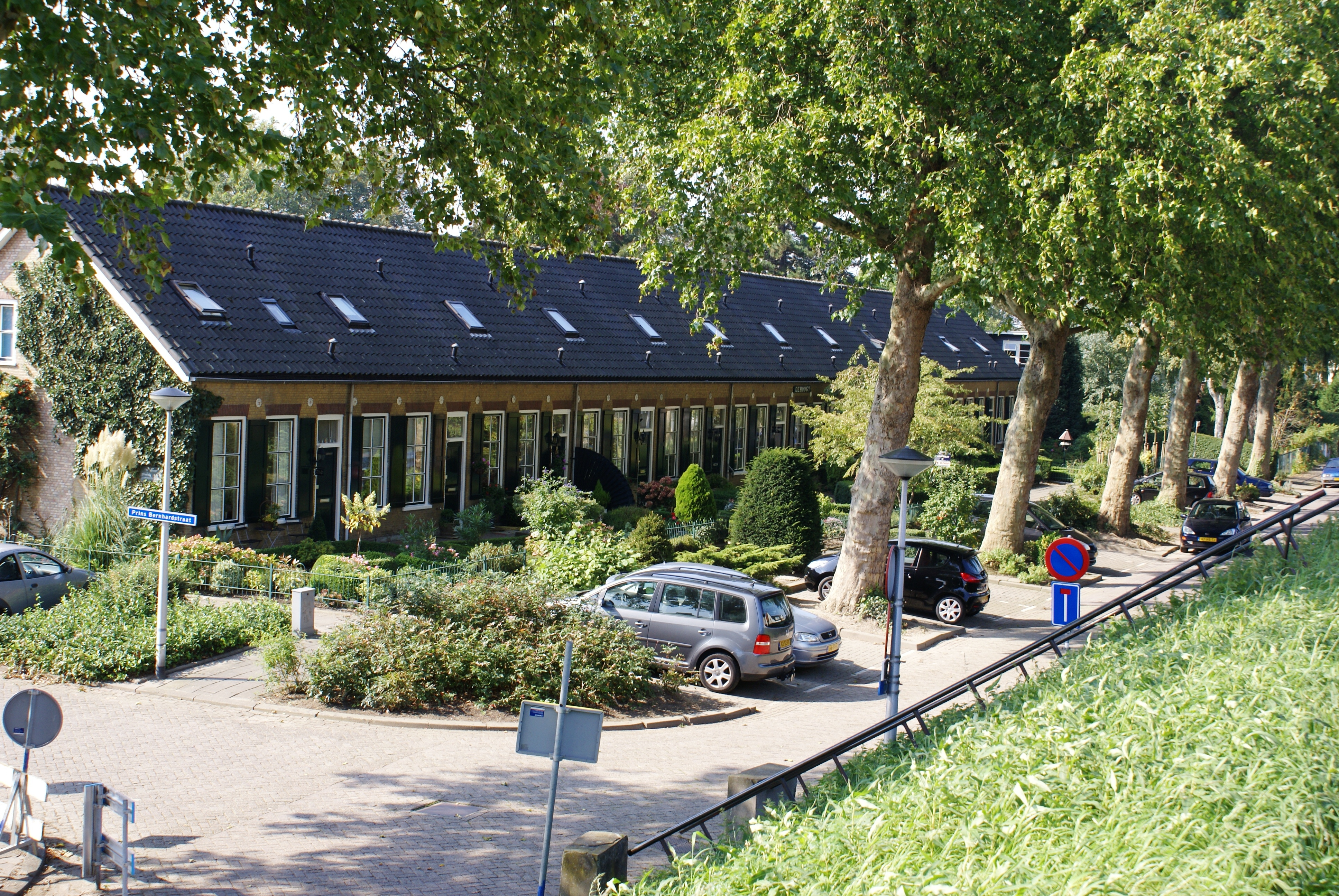
De Onderdijk

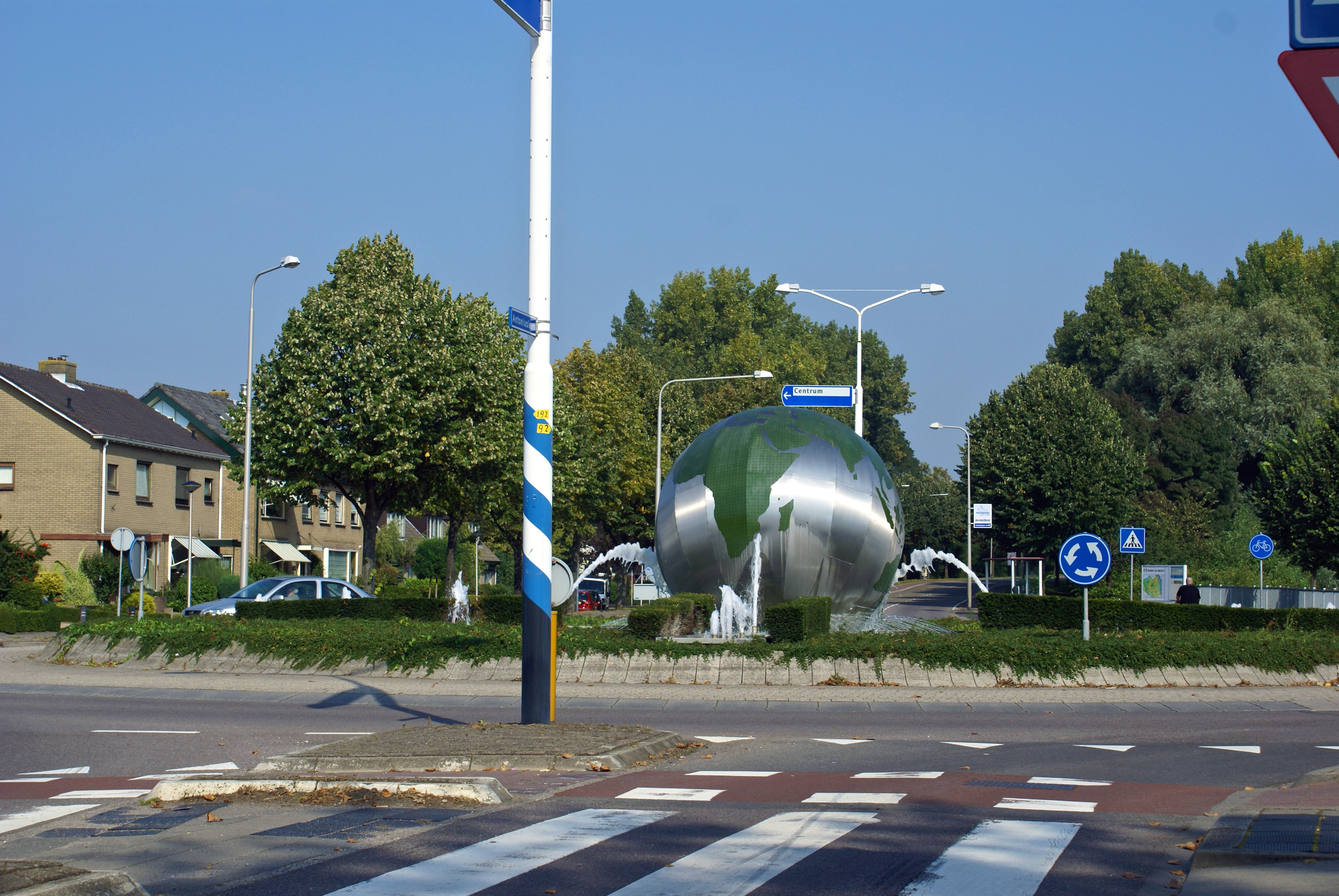
De wereldbol op de rotonde Antoniuslaan-Graaf Willemlaan

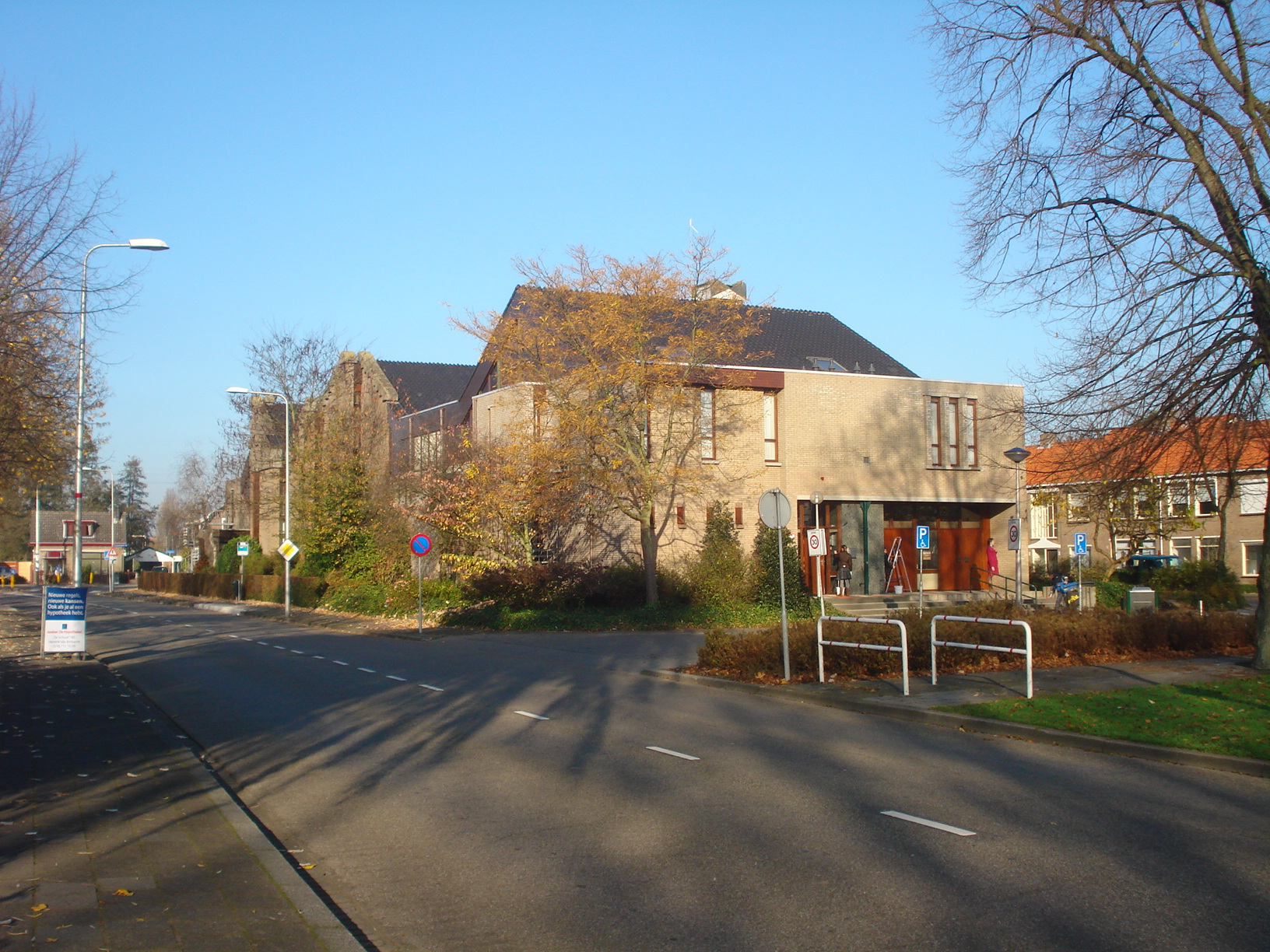
De Petrakerk van de Gereformeerde Gemeente

Hendrik-Ido-Ambacht (uitspraakⓘ; plaatselijk dialect t Ambacht) is een dorp en gemeente in de Nederlandse provincie Zuid-Holland. Hendrik-Ido-Ambacht ligt, met uitzondering van de Crezéepolder, in de Zwijndrechtse Waard, een deel van IJsselmonde.
Hendrik-Ido-Ambacht grenst in het noorden aan de dode rivierarm het Waaltje en in het oosten aan de rivier de Noord. Buurgemeenten zijn Ridderkerk dat noordwestelijk en Zwijndrecht dat zuidwestelijk van Hendrik-Ido-Ambacht is gelegen alsmede Alblasserdam en Papendrecht die beide aan de andere kant van de Noord zijn gesitueerd.
Er zijn sinds 1939 een brug over de Noord en sinds 1991 een tunnel (genaamd Noordtunnel) voor de A15 naar Alblasserdam. Het traject van de Betuweroute door Hendrik-Ido-Ambacht ligt ondergronds. Deze tunnel loopt onder de nieuwbouwwijk De Volgerlanden, een wijk met 4.700 woningen. Door deze wijk is het inwonertal van Hendrik-Ido-Ambacht bijna verdubbeld en gaat de bebouwde kom van Hendrik-Ido-Ambacht naadloos over in die van het naastliggende Zwijndrecht.

## Geschiedenis
De streek waarin Hendrik-Ido-Ambacht ligt wordt bewoond sinds ongeveer het jaar 1000. In 1322 was er een overstroming van wat later de Zwijndrechtse Waard zou worden. Graaf Willem III van Holland gaf in 1332 land uit aan enkele ambachtsheren op voorwaarde dat zij een deel van de bedijkingskosten betaalden van de Zwijndrechtse Waard. Hendrik Yden nam deel aan het project en kreeg daarom de toekomstige Hendrik-Ido-Ambacht. Zijn hofstede zou er in 1572 door Spaansgezinde troepen zijn verwoest.
In 1514 telde de toekomstige Hendrik-Ido-Ambacht ongeveer 240 inwoners, het waren voornamelijk boeren en arbeiders. Het overstromingsgevaar in de gebieden van Hendrik-Ido-Ambacht was niet helemaal voorbij. Een ernstige overstroming was er in 1530, toen ontstond er een groot gat in de ringdijk. In de tweede helft van de 17de eeuw ontstond er nijverheid en industrie langs de dijken aan de Waal en de Noord. Rond 1750 was het inwoneraantal gestegen tot ongeveer 800, een eeuw later waren dat er 1000 meer.

## Naam
Tot 1855 heette de gemeente Hendrik-Ido-Schildmanskinderen-Ambacht en de Oostendam. De fusie met Sandelingen-Ambacht in dat jaar leverde de huidige gemeentenaam op, tevens de naam van het enige dorp binnen de gemeentegrenzen. Volgens het Genootschap Onze Taal heette de gemeente ooit Hendrik Ido Oostendam en Schildmanskinderen Ambacht, en misschien ook ooit Hendrik-Ido-Oostendam-Schildmanskinderen-Groot-en-Klein-Sandelingen-Ambacht, dit zou dan de langste plaatsnaam van geheel Europa zijn geweest.
Deze bijzondere naam gaat terug op de oorsprong van de polder waarin het dorp ligt. In 1331 besloot de edelman Hendrik van Brederode om de Zwijndrechtse Waard te bedijken. De financiers van het project zouden in ruil daarvoor de positie van ambachtsheer voor een deel van de polder krijgen. Twee van de negen financiers waren Hendrik Ydo Wittens en zijn broer Schiltman Wittens, zoons van Witten Hendrik Yens die schepen van Gorinchem was.

## Werkgelegenheid
De belangrijkste tak van nijverheid voor de 'ambachters' was lange tijd de vlasserij. Vanaf eind 19e eeuw kwam daarvoor de scheepssloperij in de plaats, een bedrijfstak die voor Hendrik-Ido-Ambacht belangrijk werd. Voor die ontwikkeling was de nabijheid van ijzergieterijen van doorslaggevende betekenis, daar een sloperij veel schroot af te voeren heeft. Er waren naast de Hoogovens in IJmuiden enkele staalgieterijen, gevestigd in Utrecht en Ridderkerk. Schroot kon ook naar Engeland of Duitsland verkocht worden, maar lokale afzet had de voorkeur. Schepen zoals de HMS Resolution van de Royal navy en de Hr.Ms. Tjerk Hiddes (RI Gadjah Mada) vonden in Hendrik-Ido-Ambacht hun laatste rustplaats. Naast de sloop- en recyclingactiviteiten ontplooiden de sloperijen nog verwante activiteiten zoals verhuur van bokken en herstel en vervaardiging van machinerieën. Ruim een eeuw bood deze bedrijfstak werk, later is ze goeddeels naar het buitenland vertrokken. De meeste inwoners werden afhankelijk van werkgelegenheid buiten de gemeente.

## Kerkelijk
Hendrik-Ido-Ambacht kent een groot aantal kerken. Opvallend zijn de grote reformatorische kerken, onder meer een Gereformeerde Gemeente, een Gereformeerde Gemeente in Nederland en een Vrije Oud Gereformeerde gemeente. De Petrakerk van de Gereformeerde Gemeente telt 1620 zitplaatsen.

## Politiek

### Gemeenteraad
De gemeenteraad van Hendrik-Ido-Ambacht bestaat uit 23 zetels. Hieronder staat de samenstelling van de gemeenteraad sinds 1994:
| Gemeenteraadszetels | Gemeenteraadszetels | Gemeenteraadszetels | Gemeenteraadszetels | Gemeenteraadszetels | Gemeenteraadszetels | Gemeenteraadszetels | Gemeenteraadszetels | Gemeenteraadszetels |
| Partij              | 1994                | 1998                | 2002                | 2006                | 2010                | 2014                | 2018                | 2022                |
| ------------------- | ------------------- | ------------------- | ------------------- | ------------------- | ------------------- | ------------------- | ------------------- | ------------------- |
| SGP-ChristenUnie    | 4*                  | 4*                  | 5                   | 5                   | 6                   | 6                   | 7                   | 7                   |
| Gemeente Belangen   | 2                   | 3                   | 4                   | 3                   | 3                   | 3                   | 5                   | 4                   |
| VVD                 | 3                   | 4                   | 3                   | 3                   | 3                   | 2                   | 3                   | 3                   |
| CDA                 | 4                   | 3                   | 4                   | 3                   | 4                   | 3                   | 3                   | 2                   |
| D66                 | 2                   | 1                   | -                   | -                   | 1                   | 2                   | 2                   | 2                   |
| PvdA                | 2**                 | 3**                 | 3                   | 5                   | 3                   | 2                   | 1                   | 2                   |
| Realistisch Ambacht | -                   | -                   | -                   | -                   | -                   | -                   | -                   | 2                   |
| Echt Voor Ambacht   | -                   | -                   | -                   | -                   | -                   | -                   | 1                   | 1                   |
| A.U.B.              | -                   | -                   | -                   | -                   | 1                   | 3                   | 1                   | -                   |
| Totaal              | 17                  | 19                  | 19                  | 19                  | 21                  | 21                  | 23                  | 23                  |

* SGP-RPF-GPV.
** PvdA-GroenLinks

### Gemeentebestuur
De coalitie bestaat voor de periode 2022 tot en met 2026 uit de volgende vier fracties:
- SGP-CU
- Gemeente Belangen
- VVD
- CDA

Het college van burgemeester en wethouders bestaat uit de burgemeester en vier wethouders:
- Patrick van der Giessen, burgemeester (partijloos)
- Leo Platschorre, SGP-CU
- Ralph Lafleur, Gemeente Belangen
- Jauharina Oelfke - ten Seldam, VVD
- Steven van Die, CDA

Hendrik-Ido-Ambacht werkt op bestuurlijk gebied samen met zes nabijgelegen gemeenten in het samenwerkingsverband Drechtsteden. Het maakt deel uit van de Veiligheidsregio Zuid-Holland-Zuid.

### Partnerverband
Met het Duitse Bergen heeft de gemeente Hendrik-Ido-Ambacht een partnerverband.

## Aangrenzende gemeenten
| Aangrenzende gemeenten | Aangrenzende gemeenten | Aangrenzende gemeenten | Aangrenzende gemeenten | Aangrenzende gemeenten |
| ---------------------- | ---------------------- | ---------------------- | ---------------------- | ---------------------- |
| Ridderkerk             |                        |                        |                        | Alblasserdam           |
|                        |                        |                        |                        |                        |
|                        |                        |                        |                        |                        |
|                        |                        |                        |                        |                        |
| Zwijndrecht            |                        |                        |                        | Papendrecht            |

## Verkeer en vervoer
Hendrik-Ido-Ambacht ligt aan de splitsing van de rijkswegen A15 en A16. Deze zorgen voor een goede verbinding met de nabijgelegen steden Rotterdam en Dordrecht. Het dichtstbijzijnde treinstation is Zwijndrecht. De belangrijkste busverbindingen, verzorgd door Qbuzz, zijn de lijnen 92 (streekBuzz),
en 488 (R-net), allen tussen Dordrecht en Rotterdam. Lijn 21 rijdt via Hendrik-Ido-Ambacht tussen Zwijndrecht en Ridderkerk. Via het water kan men met de Waterbus naar Rotterdam en naar de nabijgelegen gemeenten.

## Cultuur

### Monumenten
In de gemeente is er een aantal rijksmonumenten, gemeentelijke monumenten en oorlogsmonumenten:
- Lijst van rijksmonumenten in Hendrik-Ido-Ambacht
- Lijst van gemeentelijke monumenten in Hendrik-Ido-Ambacht
- Lijst van oorlogsmonumenten in Hendrik-Ido-Ambacht

### Kunst in de openbare ruimte
In de gemeente Hendrik-Ido-Ambacht zijn diverse beelden, sculpturen en objecten geplaatst in de openbare ruimte, zie:
- Lijst van beelden in Hendrik-Ido-Ambacht

## Bekende inwoners

### Geboren
- Johannes van der Poel (1909-1981), predikant
- Henk Hartmeijer (1937), politicus
- Bas Plaisier (1946), theoloog, predikant en zendeling
- Servaas Stoop (1962), politicus
- Margo Mulder (1969), politica
- Frederiek Grijpma (1970), hockeyster
- Hester Scheurwater (1971), kunstenares
- Wesley Plaisier (1990), darter
- Edgar Bijl (1991), voetbalscheidsrechter
- Monica Geuze (1995), vlogster en presentatrice

### Woonachtig
- Cees Helder (1948), kok
- Stanley Brard (1958), voetballer
- Joop Hiele (1958), voetballer
- Jacqueline Toxopeus (1964), hockeyster
- Cora Vlot (1964), triatlete
- Gertjan van der Linden (1966), paralympisch sporter

- Gemeinsame Normdatei: 1067426914
- Library of Congress Control Number: n85207783
- MusicBrainz: de07d55f-0347-45ce-b820-9e53deeda5eb
- Nationale Bibliotheek van Israël: 987007560052905171
- Virtual International Authority File: 154840226
- WorldCat: E39PBJq6XpMwDyVcXyt4yjhfv3

Alblasserdam · Albrandswaard · Alphen aan den Rijn · Barendrecht · Bodegraven-Reeuwijk · Capelle aan den IJssel · Delft · Den Haag · Dordrecht · Goeree-Overflakkee · Gorinchem · Gouda · Hardinxveld-Giessendam · Hendrik-Ido-Ambacht · Hillegom · Hoeksche Waard · Kaag en Braassem · Katwijk · Krimpen aan den IJssel · Krimpenerwaard · Lansingerland · Leiden · Leiderdorp · Leidschendam-Voorburg · Lisse · Maassluis · Midden-Delfland · Molenlanden · Nieuwkoop · Nissewaard · Noordwijk · Oegstgeest · Papendrecht · Pijnacker-Nootdorp · Ridderkerk · Rijswijk · Rotterdam · Schiedam · Sliedrecht · Teylingen · Vlaardingen · Voorne aan Zee · Voorschoten · Waddinxveen · Wassenaar · Westland · Zoetermeer · Zoeterwoude · Zuidplas · Zwijndrecht

Steden en dorpen · Voormalige gemeenten · Nederland: Provincies · Gemeenten